# بيكا هنكل
بيكا هنكل (بالإنجليزية: Piakai Henkel)‏ (مواليد 11 مارس 1995)، هو لاعب كرة قدم كان يلعب كمهاجم.

## وصلات خارجية
- بيكا هنكل على موقع رابطة كرة القدم اليابانية للمحترفين (اليابانية)
- بيكا هنكل على موقع قاعدة بيانات كرة القدم.إي يو (الإنجليزية)
- بيكا هنكل على موقع Soccerway.com (الإنجليزية)
- بيكا هنكل على موقع عالم كرة القدم.نت (الإنجليزية)